# Causas da Decadência dos Povos Peninsulares
As Causas da Decadência dos Povos Peninsulares nos Últimos Três Séculos foi o tema que Antero de Quental expôs na segunda das Conferências do Casino. Antero tenta explicar as razões do atraso português e do atraso espanhol a partir do século XVII. A conferência sistematiza teses há muito defendidas por Alexandre Herculano. Foi publicada em folheto, tendo exercido uma grande influência, sobretudo em Oliveira Martins. Martins escreverá a História da Civilização Ibérica, em 1879, e o Portugal Contemporâneo em 1881, tendo como bases as teses de Herculano e Antero.
Para Antero as causas principais da decadência são três:
1. A Contrarreforma dirigida pelos Jesuítas;
2. A Centralização Política realizada pela Monarquia Absoluta;
3. O Sistema Económico realizado pelos Descobrimentos.